# Orbeasca
Orbeasca là một xã thuộc hạt Teleorman, România. Dân số thời điểm năm 2002 là 8453 người.